# Cataetyx laticeps
Cataetyx laticeps is een straalvinnige vissensoort uit de familie van naaldvissen (Bythitidae). De wetenschappelijke naam van de soort is voor het eerst geldig gepubliceerd in 1927 door Koefoed.